# Brachymenium rubricarpum
Brachymenium rubricarpum är en bladmossart som beskrevs av Jules Cardot 1911. Brachymenium rubricarpum ingår i släktet Brachymenium och familjen Bryaceae. Inga underarter finns listade i Catalogue of Life.